# دارگون
شهر دارگون در ایالت مکلنبورگ-فورپومرن در کشور آلمان واقع شده است.